# Aguilar de la Frontera
Aguilar de la Frontera è un comune spagnolo di 13 328 abitanti (2019), nella comunità autonoma dell'Andalusia. Situato su diverse alte colline con le sue strade e le case bianche è un tipico paese andaluso appartenente alla comarca della Campiña Sur ed è sfiorato dal fiume Cabra.
Comune esclusivamente agricolo con le terre frazionate in medie e piccole proprietà. La sua economia si basa sulla produzione del vino, dell'olio, di frutta e di ortaggi. L'artigianato si limita a soddisfare le esigenze locali e fiorisce la ceramica.

## Geografia fisica
Il comune è attraversato dal fiume Genil.

## Storia
Al paleolitico medio risale la prima presenza umana nella zona. I Romani la presero agli Iberi già nel periodo repubblicano e chiamarono il centro abitato dove ora è Aguilar col nome di Ipagro che partecipò alla Guerra civile tra Cesare e Pompeo e fiorì nel primo periodo imperiale. Con il dissolversi dell'impero fu in potere dei visigoti dopo il passaggio di altri popoli germanici come i Vandali che hanno dato il nome alla regione (Andalusia deriva da Vandalusia) e nell'VIII secolo furono sconfitti dagli Arabi e Aguilar passò sotto il regno di Cordova.
Nel IX secolo si ribellò a Cordova essendo capo della rivolta Omar Ben Hafsin che rinforzò le fortificazioni e il castello. Per la sua posizione strategica fu sempre contesa e con la dissoluzione del Califfato di Cordova divenne parte della cora di Cabra. Nel 1240 fu conquistata dalle truppe cristiane però molti arabi rimasero in città che Pietro I di Castiglia assegnò in signoria ad Alfonso Fernandez Coronel ma poi la riprese perché era intervenuto un disaccordo fra i due. Nel 1370 Enrico II per la fedeltà dimostrata durante la guerra civile, concesse la signoria a Gonzalo Fernández de Córdoba, primo di una dinastia che tenne Aguilar fino a quando nel XIX secolo furono aboliti i privilegi feudali.
La difesa contro il ritorno degli Arabi e il fronteggiarsi dei due eserciti determinarono l'aggiunta al nome dell'attributo de la Frontera che tuttora conserva. Dopo la conquista cristiana la città iniziò a crescere fino al 1570-80, ma nel XVII secolo entrò in crisi e si ebbe un notevole calo demografico causato dalle epidemie di peste; la prima nel 1600 causò una grande mortalità, la seconda alla metà del secolo e la terza nel 1680 e fu più grave che nei paesi limitrofi. Fu aperto allora un ospedale nel castello, ristrutturato in parte per questa funzione. Nacque in questo periodo una grande devozione per il Cristo de la salud al quale si attribuì la cessazione dell'epidemia e al quale fu dedicata una chiesa.
Ad aggravare gli effetti delle epidemie fu anche la crisi dell'agricoltura, che si orientò poi verso la coltivazione della vite, dell'ulivo e dei cereali, effettuata in piccole e medie unità agrarie per soddisfare ai bisogni famigliari. Non furono buoni i rapporti della popolazione con i marchesi signori della città perché questi esercitavano un controllo pesante sul consiglio comunale, si riservavano il diritto di nominare il sindaco, dei capi del consiglio stesso, degli organi di governo e del potere giudiziale. Questa situazione indusse il consiglio ad elevare una protesta alla Cancelleria di Cordova da cui dipendeva Aguilar.
Nel riordino amministrativo della Spagna del 1834 si attribuì ad Aguilar un potere giudiziario che si estendeva ai comuni circostanti. Nei secoli XIX e XX la città seguì le vicende nazionali senza distinguersi. Con la legge della desamortisacion come in tutta la Spagna furono confiscate le proprietà immobiliari di conventi, chiese, ospedali e vendute all'asta. Di esse contrariamente agli intenti del provvedimento legislativo del governo si appropriarono, acquistandole, le grandi antiche famiglie dei Medinaceli e Tarifa.
Nel periodo dal 1874-1923 vi fu una grande conflittualità sociale e ristagno economico aggravato anche dalla guerra civile del 1936-39 durante la quale la città venne occupata dai nazionalisti che esercitarono una dura repressione contro gli avversari con la perdita di molte vite umane.
Soltanto con la costituzione del 1978 tornò la pace sociale e Aguilar poté riprendersi dal lungo periodo di difficoltà.

## Dintorni
A 10 km Montilla, centro vinicolo, importante fortezza durante la Reconquista, vanta diversi monumenti d'arte.
Per gli amanti della natura sono interessanti le aree di Zoňar e Rincon con posti osservazione della fauna acquatica e di passo.

## Monumenti
Castillo de Ponton, il castello di cui si conosce l'esistenza già nel IX secolo, è in gran parte in rovina e solo una parte è stata sistemata per manifestazioni, mentre un'altra è stata trasformata in grande cisterna dell'acquedotto cittadino.
Casas señorales: diverse sono le case di signori locali, si distinguono in particolare quelle dei Montalego, Arrabal e Carrera dei secoli XVI-XVII. Meno interessanti quelle del XVIII secolo come la casa del Caballo de Santiago del 1785.
Si distinguono invece la Torre del Reloj cioè dell'orologio, barocca del 1770-74, la bella Plaza de San José a forma poligonale esagonale del 1806 con l'Ayuntamiento e le case che la racchiudono.
Molti sono i monumenti religiosi fra i quali si distinguono: la Chiesa Parrocchiale di Nostra Signora del Soterraño, fondata nel 1260 e rifatta nel 1530, le chiese del Cristo de la Salud, del XVII secolo, della Candeloria del XVI secolo e di N.tra S.ra del Carmen del XVI secolo, l'Ermita de la Vera Cruz del XVI secolo, l'Hospital de Santa Brigida del XVI secolo rifatto nei secoli XVIII e XIX e il convento di San José y San Roque del 1671 e delle Carmelitane del 1590.

## Feste
- Candeloria che si celebra il 2 febbraio accendendo un grande falò nella Plaza Mayor attorno al quale si fa musica, si danza e si mangia il cibo arrostito sul fuoco accompagnandolo col vino.
- San Blas il 3 febbraio in cui vengono benedetti il pane, le ciambelle e i biscotti distribuiti poi ai bambini.
- Carnaval nell'ultimo giorno di carnevale, nel quale si fa una festa popolare nella Plaza Mayor con musica e danze folkloristiche. Ci sono poi le varie feste patronali del centro e delle frazioni e le cerimonie tipiche andaluse della Settimana Santa.

## Amministrazione

### Gemellaggi
- Verneuil-sur-Seine, Francia